# Лайза Келлер
Лайза Келлер (англ. Lisa Keller; нар. 15 липня 1969) — колишня австралійська тенісистка.
Найвищу одиночну позицію світового рейтингу — 468 місце досягла 18 лютого 1991, парну — 280 місце — 4 березня 1991 року.
Здобула 1 парний титул.

## Фінали ITF

### Парний розряд: 4 (1–3)
| Результат | Ранг | Дата            | Турнір                            | Покриття | Партнерка     | Суперниці                     | Рахунок       |
| --------- | ---- | --------------- | --------------------------------- | -------- | ------------- | ----------------------------- | ------------- |
| Поразка   | 1.   | 7 серпня 1988   | Роенок (Вірджинія), США           | Тверде   | Деніелл Джонс | Робін Лемб Вінченца Прокаччі  | 4–6, 7–5, 3–6 |
| Поразка   | 2.   | 6 серпня 1989   | Реда-Віденбрюк, Західна Німеччина | Ґрунт    | Деніелл Джонс | Нора Байчикова Петра Голубова | 1–6, 2–6      |
| Перемога  | 1.   | 17 вересня 1989 | Сетубал, Португалія               | Тверде   | Деніелл Джонс | Колетте Селі Есмір Гогендорн  | 6–1, 6–3      |
| Поразка   | 3.   | 29 квітня 1990  | Саттон, Велика Британія           | Ґрунт    | Робін Модслі  | Гелена Вілдова Радка Бобкова  | 6–7(8), 3–6   |